# Даниловград
Даниловград (черног. Даниловград) — город в Черногории в центре страны. Население — 5208 жителей (2003). Является административным центром одноимённого муниципалитета.

## Население
Даниловград — центр одноимённого муниципалитета, который располагается на площади 501 км2 и в 2003 году насчитывал 16 523 жителей. В самом городе в 2003 году проживало 5208 человек.
Население Даниловграда:
- 3 марта 1981 — 3664
- 3 марта 1991 — 4409
- 1 ноября 2003 — 5208

Национальный состав:
- 3 марта 1991 — черногорцы (89,88 %), сербы (5,90 %)
- 1 ноября 2003 — черногорцы (67,84 %), сербы (25,51 %)

## Известные уроженцы
- Васос Мавровуниотис (1790—1847) — герой Освободительной войны Греции 1821—1829 годов
- Борислав Йованович (род. 1941) — писатель, поэт, публицист, литературный критик
- Петар Шкулетич (род. 1990) — футболист, воспитанник белградского «Партизана». В 2015 году перешёл в московский «Локомотив».